# فرودگاه شهری التوراس
فرودگاه شهری التوراس (به انگلیسی: Alturas Municipal Airport) یک فرودگاه همگانی بهره‌برداری هوایی است که یک باند فرود آسفالت دارد و طول باند آن ۱۳۱۱ متر است. این فرودگاه در شهر آلتوراس، کالیفرنیا کشور ایالات متحده آمریکا قرار دارد و در ارتفاع ۱۳۳۴ متری از سطح دریا واقع شده است.